# 宇杉和夫
宇杉 和夫（うすぎ かずお、1946年5月30日 - ）は、日本の建築学者、元日本大学准教授。

## 略歴
埼玉県生まれ。1969年日本大学理工学部建築学科卒業、建築設計・都市計画に従事。1975年日本大学大学院理工学研究科建築学専攻修士課程修了、日本大学理工学部建築学科助手、助教授、2007年准教授。2012年3月に退職。地区計画・景観保全整備計画などを指導・実施。1993年「空間認識と景観構成の原質に関する基礎的研究 日本の神社と地域空間の関係を通して」で日大工学博士。中国西安交通大学客員教授。建設大臣賞受賞。

## 著書
- 『日本住宅の空間学 <ウラとオモテ><ウチとソト>のスペースオロジー』理工図書 1997
- 『日本の空間認識と景観構成 ランドスケープとスペースオロジー』古今書院 2003
- 『見沼田んぼの景観学 龍のいる原風景の保全・再生』古今書院 2004
- 『場所の空間学 環境・景観・建築』古今書院 2008
- 『地域主権のデザインとコミュニティアーキテクト 地域固有の持続的な環境形成 SAD & CA』古今書院 2012

### 共著
- 『まち路地再生のデザイン 路地に学ぶ生活空間の再生術』青木仁,岡本哲志共編著 彰国社

## 論文
- <宇杉和夫